# Мама вийшла заміж
«Мама вийшла заміж» (рос. «Мама вышла замуж») — радянський повнометражний (кольоровий, частково чорно-білий) художній фільм, поставлений на Ленінградської ордена Леніна кіностудії «Ленфільм» в 1969 році режисером Віталієм Мельниковим.
Головні ролі виконують Микола Бурляєв, Люсьєна Овчинникова та Олег Єфремов (на думку самого актора, тут він зіграв свою найкращу роль у кіно). Прем'єра фільму в СРСР відбулося 25 травня 1970 року.

## Зміст
Зіна давно розлучена. Вона працює маляркою і виховує сина. Коли вона знаходить своє кохання, то офіційно оформляє стосунки зі своїм обранцем, чарівним і милим чоловіком, який вже давно впорався зі своїми проблемами з випивкою. Та син не хоче ділити матір з кимось ще, він влаштовує нареченим справжнє випробування їхніх почуттів.

## Ролі
- Микола Бурляєв — Боря Голубєв
- Люсьєна Овчинникова — Зіна Голубєва
- Олег Єфремов — Віктор Степанович Леонов
- Людмила Ариніна — тітка Катя, гідеса-перекладачка
- Лариса Буркова — Віра, штукатурка-реставраторка, подруга по роботі
- В. Нікольська
- Кіра Петрова — Людка, бригадирка штукатурів-реставраторів
- Лідія Штикан — продавчиня в кафе
- Віктор Іллічов — Леонід (Леонард), друг Борі Голубєва
- Олександр Орлов
- Аркадій Трусов — обхідник дядя Ваня, родич Голубєвих

### У титрах не вказані
- Євгенія Ветлова — дівчина в кафе, знайома Леонарда, продавчиня в галантереї
- Іван Селянин — доміношник
- Олег Кононов — гравець у доміно, розмірковує про філософію
- Любов Тищенко — штукатурка-реставраторка
- Костянтин Тягунов — Дмитро Петрович, літня людина в квартирі будинку

## Знімальна група
- Сценарій — Юрія Клепікова
- Постановка — Віталія Мельникова
- Головний оператор — митро Долинін
- Головний художник — Ісаак Каплан
- Композитор — Олег Каравайчук
- Звукооператор — Костянтин Лашков
- Режисер — Григорій Цорін
- Оператор — Юрій Векслер
- Костюми — Вілі Рахматуліна
- Грим — Є. Кудрявцевої
- Монтаж — Зінаїди Шейнеман
- Редактор — Всеволод Шварц
- Асистенти режисера — Г. Іванова, Л. Рогальова, Д. Герцель
- Асистенти оператора — В. Марков, А. Пучков
- Асистентка з монтажу — Галина Корнілова
- Директор кінокартини — Ігор Лебідь

## Створення
За визнанням режисера Мельникова, найменше знімальна група хотіла створити сентиментальну стрічку. Частина зйомок картини проходила в справжній, щойно побудованій московській «хрущовці». Квартира була настільки маленькою, що камеру повісили на прикріпленій до стелі рейці. Під час зйомок у Мельникова народилася дочка Ольга.
На головну жіночу роль спочатку пробувалися безліч зірок того часу, включаючи Нонну Мордюкову та Інну Макарову. Овчинникова, яка згодом і зіграла Зіну, взагалі не входила в плани Мельникова, оскільки мала репутацією комедійної акторки. Проте вона вразила постановника своєю байдужістю до слави:
|                     | Але коли побачив її проби, вона мене просто зачарувала своєю відкритістю, природністю і якоюсь майже дитячою відданістю своїй справі. Але коли по закінченню проб я сказав, що вона затверджена, раптом випалила: «Ні, я зніматися не буду!». — «Чому?» — здивувався. «Ну як же, - сказала Люсьєна, — моїм партнером повинен бути сам Олег Єфремов! А хто я така, щоб зніматися з ним у парі?» |
| — Віталій Мельников | |

Єфремов, підмічає Мельников, будучи непростою в спілкуванні людиною, відразу ж знайшов спільну мову з Овчинниковою і багато їй допомагав.
Ще на стадії розробки фільму цензура взяла його «на олівець», в тому числі через особистість автора сценарію Юрія Клепікова, який до цього написав скандальну стрічку «Історія Асі Клячиної, яка любила, та не вийшла заміж».
Коли фільм був закінчений, в Центральному Будинку кіно мала відбутися прем'єра, яку постійно переносили. У підсумку преса цілком розгромила стрічку Мельникова, заявивши, що вона «очорнює радянську дійсність, представляє робочий клас грубим і неотесаним і спотворює його».

## Звукова доріжка
У фільмі звучить пісня «Крыши» (музика Оскара Фельцмана, слова Ігоря Шаферана) в виконанні Анатолія Корольова.